# Osmia rufigastra
Osmia rufigastra är en biart som beskrevs av Amédée Louis Michel Lepeletier 1841. Osmia rufigastra ingår i släktet murarbin, och familjen buksamlarbin. Inga underarter finns listade i Catalogue of Life.